# Sufr
Sufr (arab. صفر) – wieś w Syrii, w muhafazie Hims. W 2004 roku liczyła 712 mieszkańców.